# Unsworth
Unsworth är en ort i distriktet Bury, i grevskapet Greater Manchester, i England. Denna ward hade 11 034 invånare år 2021. Unsworth var en civil parish från 1894 till 1933 då den blev en del av Bury. Denna civil parish hade 2 461 invånare år 1931.